# Карлос Френк
Карлос Сільвестр Френк CBE FRS (27 жовтня 1951 , Мехіко )
— британо-мексиканський космолог і професор Огдена фундаментальної фізики у Даремському університеті.
Фахівець з космології, формування галактик та комп'ютерного моделювання формування космічної структури.

## Раннє життя та освіта
Карлос Френк народився в Мехіко, Мексика, і є старшим сином із шести братів і сестер.
Його батько — німецький лікар-єврей, який емігрував з Німеччини у віці 7 років, рятуючись від переслідувань напередодні Другої світової війни. Його мати — мексикансько-іспанська піаністка.
Френк вивчав інженерію у Національному автономному університеті Мексики, але пізніше перейшов на теоретичну фізику, здобувши ступінь бакалавра в 1976 році.
Пізніше того ж року він здобув стипендію Британської Ради і вступив до Кембриджського університету, за для вивчення частини III Математичного трипосу, який він здобув в 1977 році. 
Після курсу лекцій навчався у докторантурі Кембриджу під орудою Бернарда Дж. Т. Джонса
і здобув ступінь доктора астрономії в 1981 році.

## Кар'єра
Після фінансування від Пітера Огдена в 2001 році Френк став першим професором Огдена з фундаментальної фізики у Даремському університеті і продовжує обіймати цю посаду на початок 2020-х.
Він також є головним дослідником Консорціуму Діви разом із Саймоном Вайтом.  
Френк став директором Інституту обчислювальної космології, з моменту його створення в 2001 році та обіймав цю посаду до 2020 року, коли його змінив Шон Коул.

## Нагороди та визнання
- 1976: медаль Габіно Барреда за перше місце з теоретичної фізики;
- 1976–1979: стипендія Британської Ради;
- 1991–1992: стипендія Наффілдського фонду наукових досліджень;
- 1992–1993: стипендія сера Дермана Крістоферсона, Університет Дарема;
- 1996–1999: стипендія PPARC[en];
- 2000–2001: Leverhulme Research Fellowship;
- 2004: член Лондонського Королівського Товариства[14];
- 2006: лекція Вітроу, Королівське астрономічне товариство;
- 2006: стипендія Вольфсона[fr][14];
- 2007: медаль Даніеля Шалонжа, Паризька обсерваторія[15];
- 2010: лекція Джорджа Дарвіна[en], Королівське астрономічне товариство[16];
- 2010: медаль і премія Фреда Гойла[en], Інститут фізики[17];
- 2011: премія Грубера з космології  року (500 000 доларів США разом з Марком Девісом, Джорджем Ефстатіу[en], Саймоном Уайтом)[18];
- 2013: лекції Бірмана, Товариство Макса Планка;
- 2013: премія Олександра фон Гумбольдта;
- 2014: золота медаль Королівського астрономічного товариства[19];
- 2017: медаль і премія Макса Борна Німецького фізичного товариства[20];
- 2020: Clarivate Citation Laureate з фізики[21];
- 2020: медаль і премія Дірака, Інститут фізики[22];
- 2021: медаль Румфорда[23]

## Доробок
- mit Darren J. Croton, Volker Springel, Simon D. White, G. De Lucia, L. Gao, A. Jenkins, G. Kauffmann, J.F. Navarro, N. Yoshida: The Many lives of AGN: Cooling flows, black holes and the luminosities and colours of galaxies.  In: Mon. Not. Roy. Astron. Soc. Band 365, 2006, S. 11–28, Erratum: Mon. Not. Roy. Astron. Soc. Band 367, 2006, S. 864.
- mit Marc Davis, George Efstathiou, Simon D. White: The Evolution of Large Scale Structure in a Universe Dominated by Cold Dark Matter. In: Astrophys. J. Band 292, 1985, S. 371–394.
- mit G. Efstathiou, M. Davis, Simon White: Numerical techniques for large cosmological N-body simulations. In: The Astrophysical Journal Supplement Series. Band 57, 1985, S. 241–260, doi:10.1086/191003.
- mit Julio Navarro, Simon White: A Universal density profile from hierarchical clustering. In: Astroph. J. Band 490, 1997, S. 493–508.